# Echinopsis terscheckii
Echinopsis terscheckii är en kaktusväxtart som först beskrevs av J. Parm. och Louis Ludwig Karl Georg Pfeiffer, och fick sitt nu gällande namn av H. Friedrich och Gordon Douglas Rowley. Echinopsis terscheckii ingår i släktet Echinopsis och familjen kaktusväxter. Inga underarter finns listade i Catalogue of Life.

## Bildgalleri

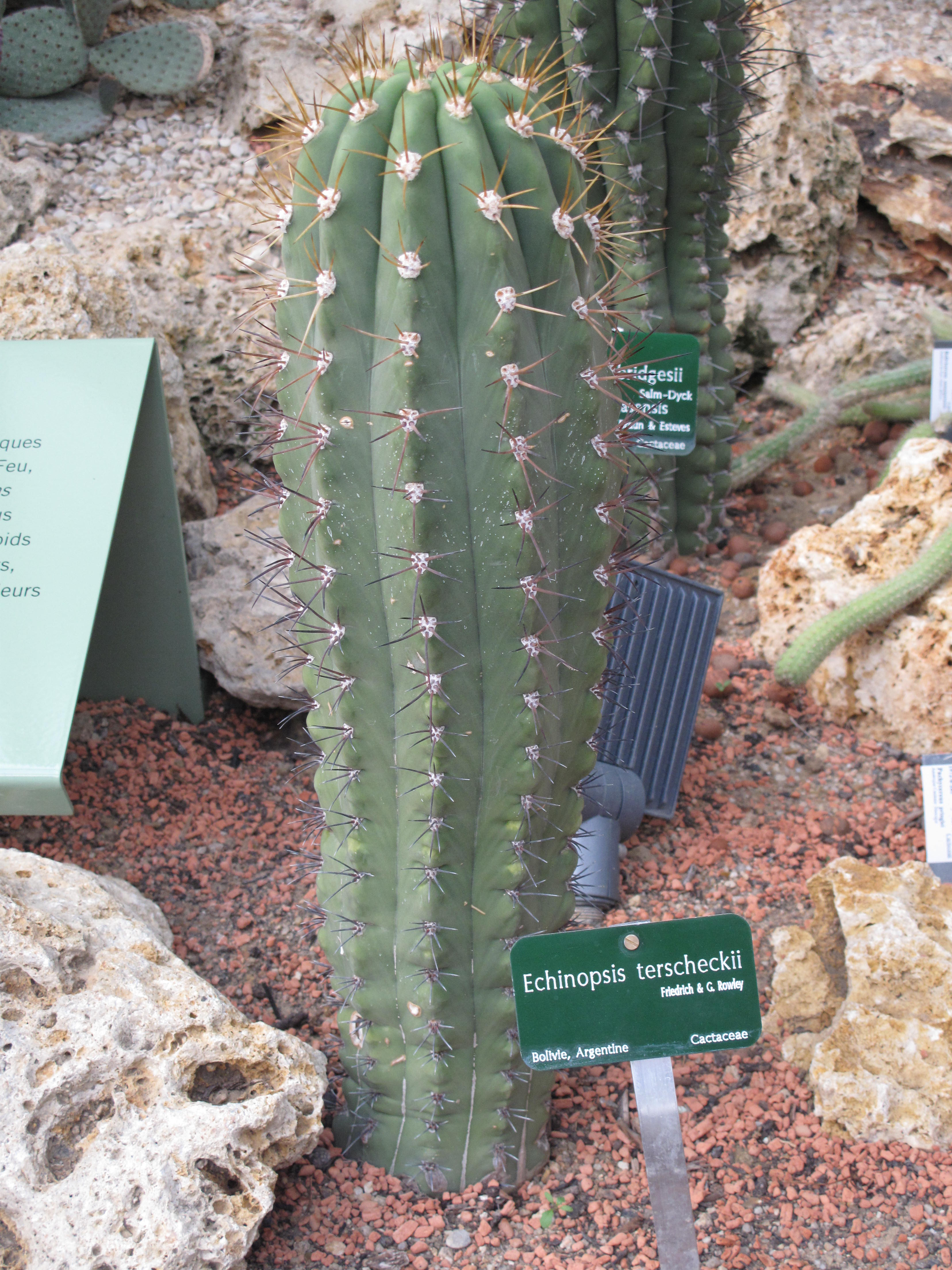
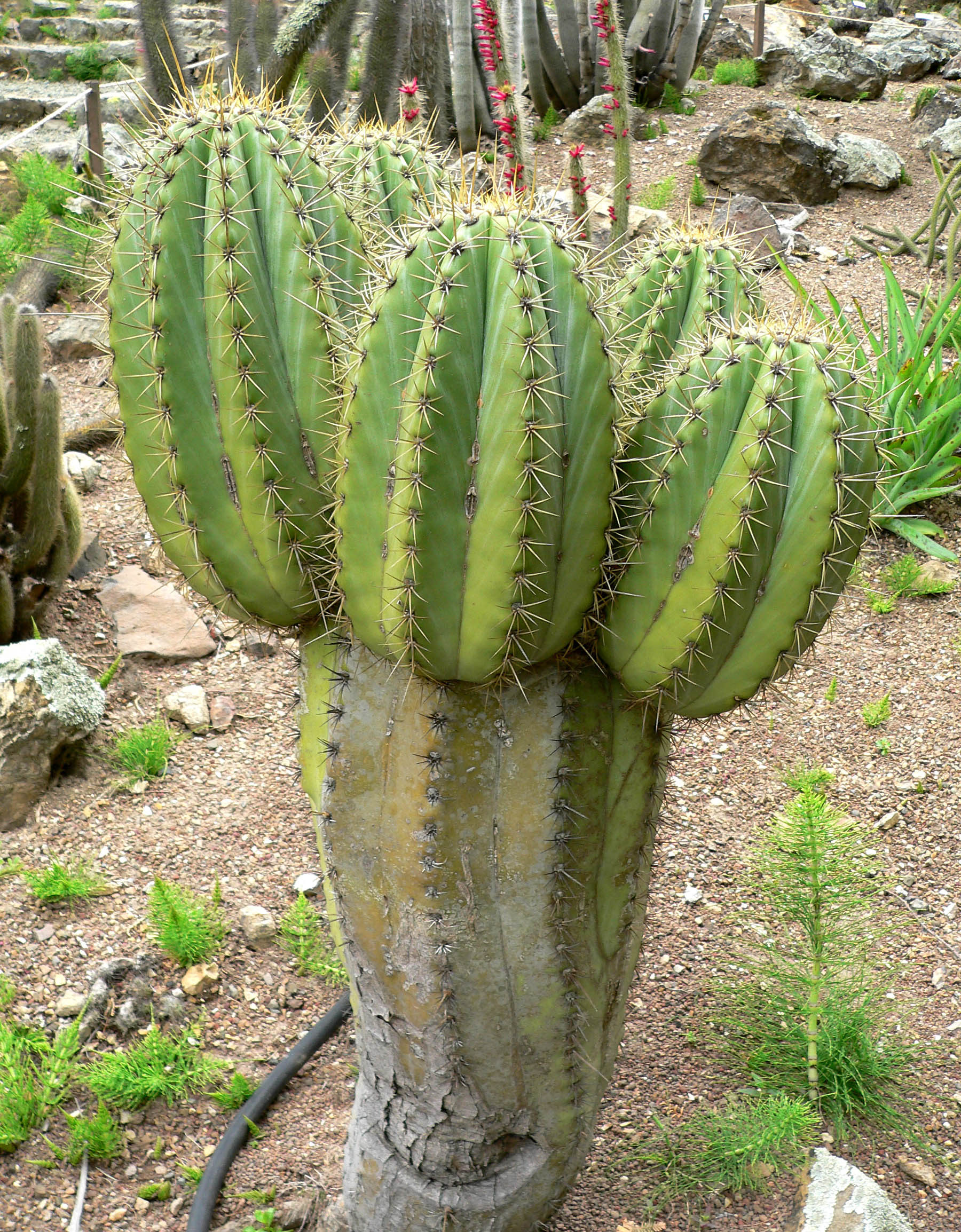
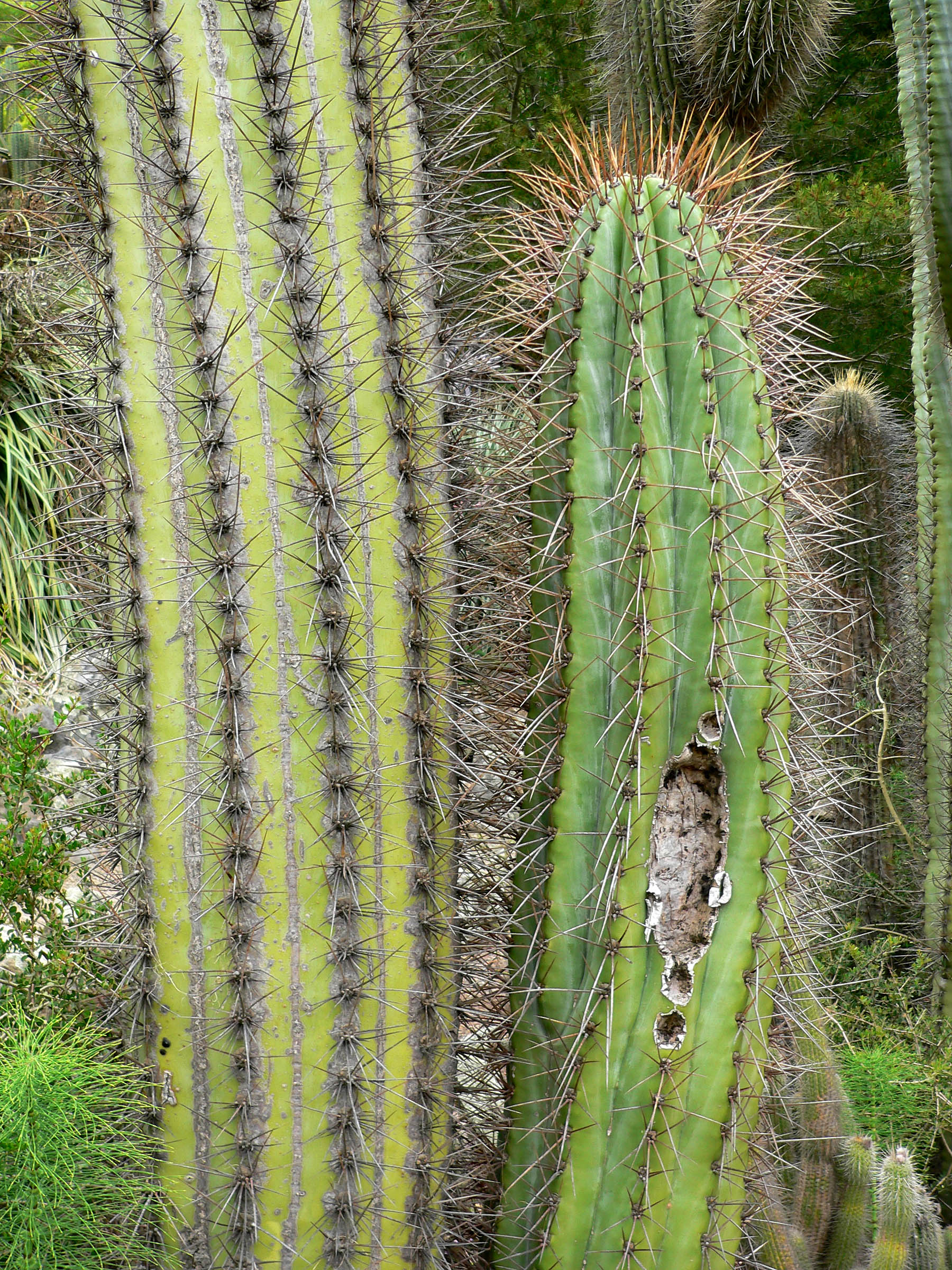
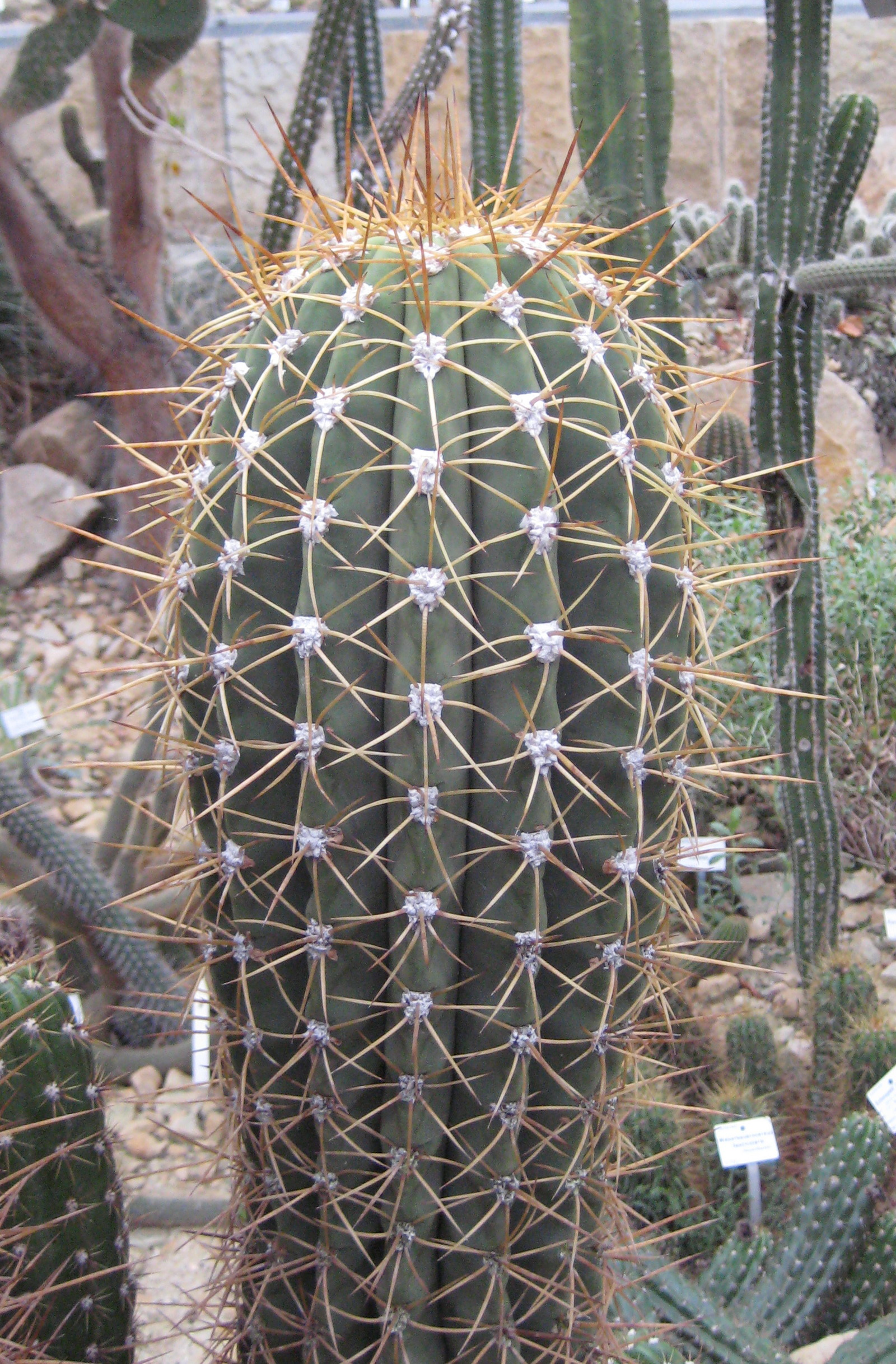
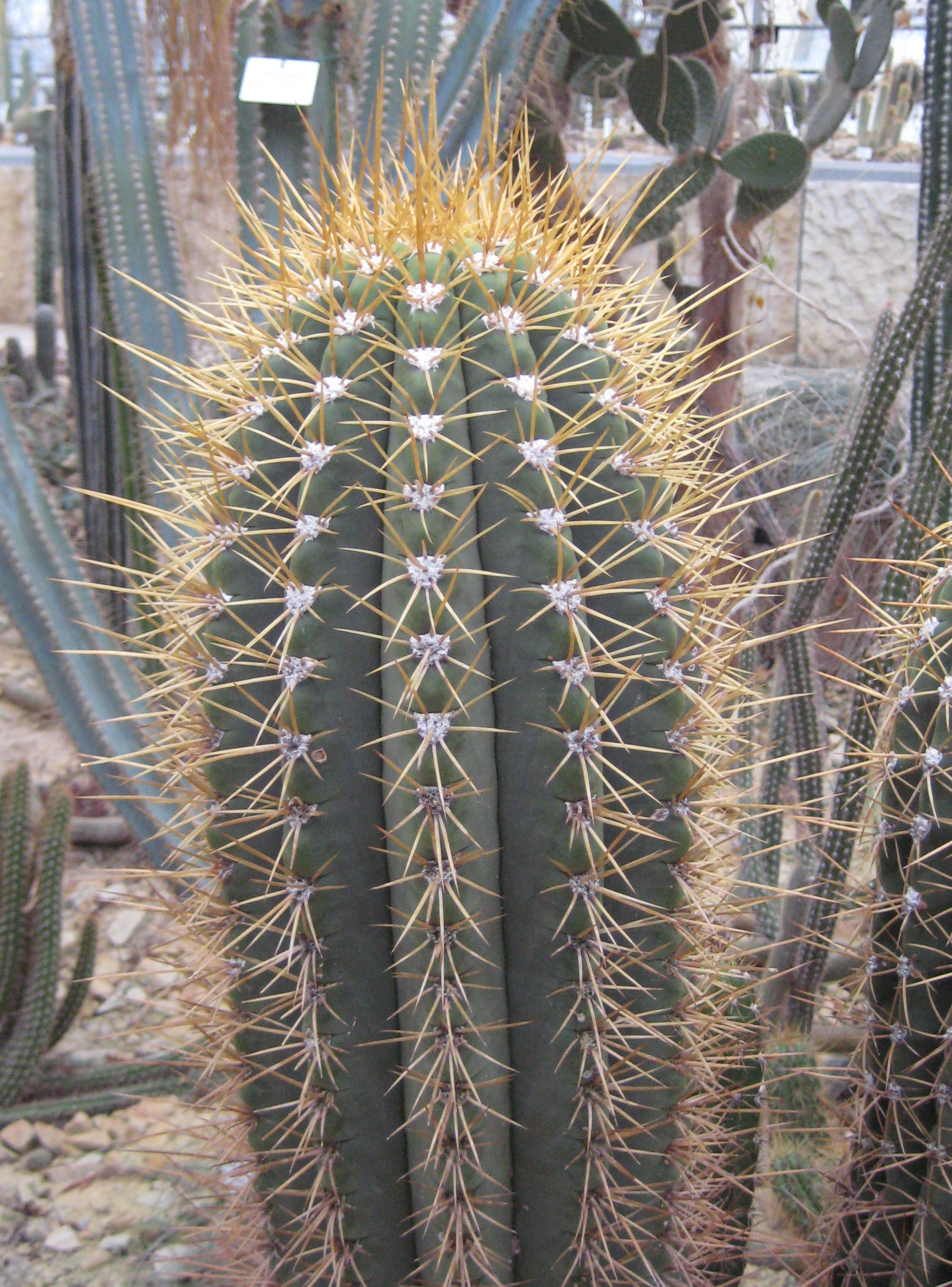
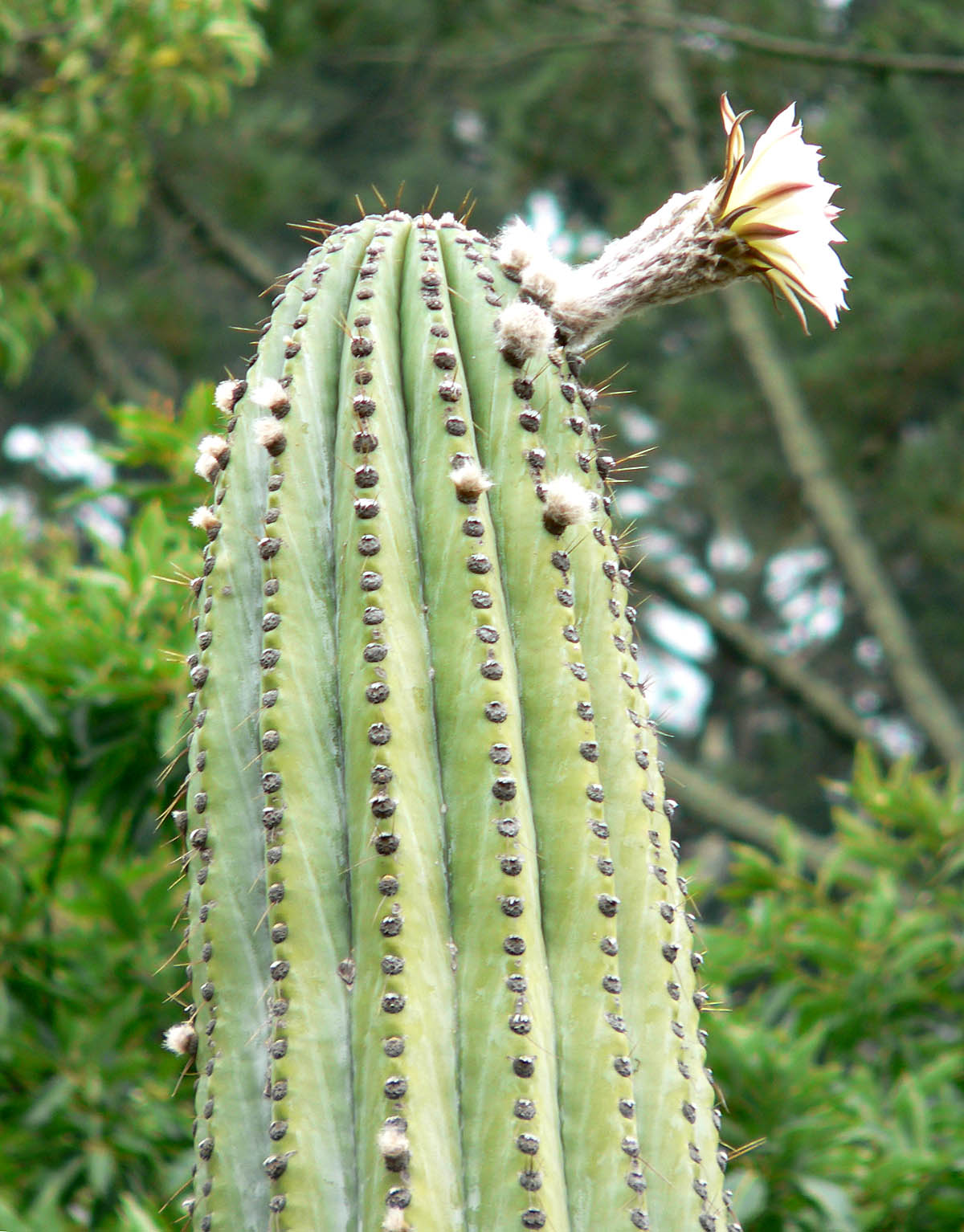